# Estadio Unión Tarma
Das Estadio Unión Tarma ist ein Fußballstadion in der peruanischen Stadt Tarma. Das Stadion fasst 6000 Zuschauer und ist Heimspielstätte der beiden Fußballvereine Asociación Deportiva Tarma aus der Primera División sowie Club Sport Dos de Mayo aus der Copa Perú.

## Geschichte
Die Anlage wurde 1980 erbaut und wurde erstmals im Mai des Jahres beim Ligaspiel zwischen Asociación Deportiva Tarma, das damals in die Primera División aufgestiegen war, und Atlético Chalaco genutzt. Nach dem erneuten Aufstieg 2021 wurde das Stadion bis 2022 modernisiert. Dabei wurden unter anderem Sprinkleranlagen installiert, die Umkleidekabinen erneuert, das Wassersystem erneuert und Sicherheitszonen geschaffen.